# Coe I. Crawford
Coe Isaac Crawford, född 14 januari 1858 i Allamakee County, Iowa, död 25 april 1944 i Yankton, South Dakota, var en amerikansk republikansk politiker. Han var den 6:e guvernören i delstaten South Dakota 1907-1909. Han var sedan senator för South Dakota 1909-1915.

## Biografi
Crawford avlade 1882 juristexamen vid University of Iowa. Han inledde därefter sin karriär som advokat i Independence, Iowa. Han flyttade följande år till Dakotaterritoriet. Han gifte sig 4 oktober 1884 med May Robinson. Paret fick två barn. Han var åklagare för Hughes County 1887-1888. När South Dakota 1889 blev delstat, var Crawford ledamot av delstatens första senat. Han var delstatens justitieminister (South Dakota Attorney General) 1893-1897. Hustrun May avled 1894 och Crawford gifte 1896 om sig med Lavinia Robinson. Paret fick tre barn.
Crawford kandiderade 1896 utan framgång till USA:s representanthus. Efter en mandatperiod som guvernör lyckades han bli invald i USA:s senat. Han kandiderade till omval utan framgång.
Crawfords grav finns på Oakland Cemetery i Iowa City. Han var presbyterian.